# 日本教会音楽研究会
日本教会音楽研究会・聖歌の友社（にほんきょうかいおんがくけんきゅうかい・せいかのともしゃ）は、東京都練馬区桜台に事務所があり、『聖歌』の出版と普及が主な目的。当初は、「教会音楽研究会」（以下、研究会と記す）と称した。略称は、日本教会音楽研究会または聖歌の友社。聖書信仰を強調する福音主義、超教派の団体。和田健治が代表を務める。19世紀末に発行された「救の歌」からの日本福音聖歌史が、100年にわたる中で完成した『聖歌』総合版である。2002年に発行。本書は、信徒が聖書に従い（コロサイ3：15・16他）、社会変化等による多様性は尊重しつつ、各時代や教派を超えて一致して歌い、成長するための共通聖歌である。ゆえに永続出版する必要があり、必要に応じて他の団体との協力関係を作って行う。
『聖歌』総合版は通称であり、正式の書名（奥付による）は『聖歌』。副題subtitleは総合版。『聖歌』の書名は、1958年発行の中田編では、1927年発行の由木著が廃刊されていたので使えた。また現在の2002年発行の和田編では、1958年発行の中田編が廃刊されていたので使えたのである。
1958年に中田羽後（62歳。日本の教会音楽史上の大家）の編集した『聖歌』が出版された。その2年後から、和田健治（26歳）が中田羽後に師事し始め、作品を発表するようになった。出版された聖歌集や、詩人・野上彰と組んで作曲した校歌や、カンタータ「主の祈り」等を中田は評価し、「『聖歌』の編集には曲の分析と評価などにおいて、高度な作曲能力が必要であり」と言い、また日本人作の永続できる聖歌を多く残すことなども考慮し、自分が作曲を予定していた多くの詞を和田に託した。
1968年に中田羽後は狭心症で入院。視力や体力が衰えてきたので、退院後、1969年1月に、和田健治と一緒に月刊『聖歌の友』を創刊して主筆となった。編集・発行は和田健治（以後、23年間にわたり195号まで発行）。『聖歌』普及活動の全体を主宰し、また改訂に必要な資料も集めた。中田の生涯を記録する資料は後継者の和田に与え、また「聖歌の友」を刊行した屋号を「聖歌の友社」と称した。それ以降、出版部門を「聖歌の友社」としている。（2003年に聖歌の友社有限会社を設立。） 
1971年に中田羽後は心筋梗塞で入院。医者から活動を止められた。そして和田に対し、「今後、中田著作物全体を聖歌の友社から順次、日本の教会のレベルアップに必要な未発表のものから先に出版して永く残してもらいたい。その原稿集め、編集、校正、発行、PRなどや経費は著者の責任であるが、闘病生活の中であるから、全て和田が責任をもって行ってもらいたい、それに関する中田著作物の複製使用は、すべて自由・無料であり、遺言書には「『聖歌の友』の主筆は和田健治に移る。従って、聖歌の友社出版の諸出版物は、今まで通り和田健治が所有すると記しておく」と約束し、託した。（これらの事実は「月刊聖歌の友」参照）
そこで同年より、和田健治は中田羽後訳詞「メサイア」「青年聖歌」「聖楽独唱名曲集」「子供聖歌」などを、中田の生前に出版した。同時に普及活動も行いつつ、それ以後も今日まで、他の書籍と合わせて、出版と普及活動を続けている。特に「メサイア」は、世界トップレベルの大曲であるから「日本語で歌うことはとうてい無理だ」と一般に言われて来たものであり、出版は楽譜作りから始まって、編集、校正、発行、PRや経費等も含めて全く困難であった。しかしその後、毎年連続公演して高評の教会が増えた。それは歴史的なものであり、日本の宝としたいものである。中田の作詞、訳詞、作曲、編曲、声楽、指揮などをマスターした総合力や、聖書信仰によって（Ⅰコリント14章）、昭和7年の日本初公演から連続公演を約50回も行った。なお、和田は自分で主宰・指揮した公演を、生涯にわたり合計62回開催し（東京で50回、関西で12回）、普及に努めた。
1971年より、教会音楽全国講習会や各地の講習会を毎年開催して、『聖歌』を中心に教会音楽の理論と実技の充実を図った。1972年に、『聖歌』改訂の試用版を兼ねた『青年聖歌』を中田と和田の共編により出版した。1974年に中田羽後が急逝する。中田の遺言書には、和田健治に関して前記した約束の通りに「『聖歌の友』の主筆は和田健治に移る。従って、聖歌の友社出版の諸出版物は、今まで通り和田健治が所有する」と記されていた。遺言書は和田健治が保管し、中田の遺志に従うことになり、中田の研究を和田が引き継いで現在まで続けている。
2001年に『新聖歌』が日本教会音楽研究会には相談なしに編集・発行され、同時に『聖歌』が廃刊された。そこで研究会に対して全国的な要請が起こり、広くアンケートなどにより調査・検討した。そして、日本の教会の成長のためには『聖歌』が必要不可欠であるとの信念で、多くの協力もあり、2002年に聖歌の友社から、和田健治が新たに編集した『聖歌』総合版を出版。その後、販売妨害が生じた。和田健治（原告）はそれに対して、妨害差し止め請求による裁判をした結果、判決により「妨害の理由とされた『聖歌』総合版の書名、記譜のスタイル、編集著作権などが違法なものではない」と認められ、解決し、確定した。
研究会は次のことを主張している。『聖歌』を中心に、➀永続出版する事務所の設置、➁講習会や指導活動、③諸先輩の著作物を保存公開する聖歌記念館（中田羽後記念館を含む）の建設、④今後の新しい聖歌編集者の育成等。青年たちが将来の優れた作品を生むため、まず、現在の『聖歌』を充分に吸収・活用して力をつける体験が必要。本書は世界中の名聖歌を集めて訳詞したもの。全曲の標準伴奏（聖歌プレーヤー）により、いつでも歌えるようにした。

## 関係者
- 大江捨一(牧師、中田羽後の義弟)
- 園部不二夫（キリスト教史研究家）
- 園部治夫（聖歌学者、英文学者）中田羽後の弟子の中心人物。「中田羽後木記念聖歌協会」の理事長
- 園部順夫（明治学院大学オルガニスト）
- 森山諭（日本イエス・キリスト教団・荻窪栄光教会牧師）
- 北村武雄（中野教会牧師）
- 前川金治（牧師、教会音楽研究家）
- 辻荘一(日本音楽学会会長）
- 新藤梅子（アルト歌手）
- 山本信（教会音楽家）
- 土井俊秀（聖歌作曲家）
- 杉田勝美（北大阪ルーテル教会長老）